# 새미 페트릴로

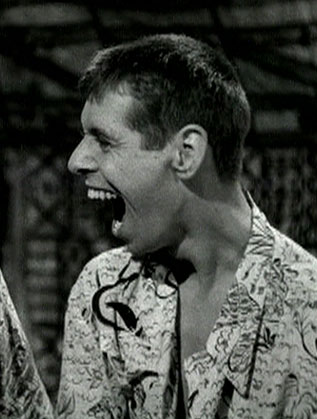

새미 페트릴로(Sammy Petrillo, 1934년 10월 24일 ~ 2009년 8월 15일)는 미국의 배우, 영화배우이다.
브롱크스에서 태어났으며 브롱스빌에서 사망하였다. 사인은 암이다.

## 영화
- 브레인 댓 우든트 다이 (1962년)
- 벨라 루고시, 브룩클린 고릴라 만나다 (1952년)